# James Casebere
James Casebere (* 1953) je americký fotograf. Narodil se v michiganském Lansingu a studoval nejprve na Michiganské státní univerzitě a později na Minneapoliské škole umění a designu. Jeho rané výstavy probíhaly v newyorských galeriích Artists Space, Sonnabend Gallery a dalších. Později vystavoval i na řadě míst v Evropě. V roce 1982 získal grant National Endowment for the Arts.

## Životopis
Casebere se narodil v Lansingu v Michiganu, vyrůstal poblíž Detroitu. Navštěvoval Michiganskou státní univerzitu a je absolventem Minneapolis College of Art and Design s titulem BFA v roce 1976. Na podzim roku 1977 navštěvoval Whitney Independent Study Programme v New Yorku a poté se přestěhoval do Los Angeles, kde studoval u Johna Baldessariho a Douga Hueblera. Mezi jeho spolužáky patřili Mike Kelley a Tony Oursler. V roce 1979 obdržel MFA od California Institute of the Arts. Casebere lives and works in New York, NY and Canaan, NY.
Casebereovy první výstavy v New Yorku byly v prostorách Artists Space, Franklin Furnace a Sonnabend Gallery. Jeho rané dílo je spojeno s tzv. Pictures Generation „postmoderních“ umělců, kteří se formovali v 80. letech. Od té doby Casebere vymýšlel složité modely a fotografoval je ve svém ateliéru. Casebereovy opuštěné prostory, odkazující na architekturu, historii umění a film, jsou vyrobeny z deskových konstrukcí jednoduchých materiálů rozdělených na základní formy. Počínaje Sonsbeekem '86 v Arnhemu v Holandsku a končícím kolem roku 1991, Casebere také vyráběl sochařské instalace ve velkém měřítku.
První díla obsahují obrazy amerického předměstského domu. Následovaly fotografie i sochařské instalace, které se zabývaly mytickým americkým západem a občas měly za úkol pobavit diváka. Na počátku 90. let se Casebere zaměřil na rozvoj různých kulturních institucí během osvícenství a na jejich zastoupení jako architektonických typů, zejména věznic. Casebereovy fotografie sochařských instalací naznačují „prvek nereálnosti, který nabádá diváky, aby zpochybnili prostor a vyplnili jej vlastními odpověďmi“.

## Umělecká kariéra
Od konce 90. let udělal Casebere velkoformátové fotografie zatopených budov, které se týkají:
- Bunkru pod říšským sněhem (Flooded Hallway)
- Kanalizace v Berlíně (Two Tunnels) a
- Atlantického obchodu s otroky (Four Flooded Arches, Nevisian Underground, Monticello).

Ve své tvorbě se také zmiňuje o moderních architektech, jako je Victor Horta (Spiral Staircase a Turning Hallway) a Richard Neutra (Garage a Dorm Room).
Po 11. září se Casebere navštívil Španělsko a východního Středomoří. Jeho první díla v tomto období byla inspirována Andalusií 10. století z důvodu spolupráce mezi islámskými, židovskými a křesťanskými kulturami předcházející inkvizici (La Alberca, Abadia, Spanish Bath, Mahgreb). Pozdější obrazy zobrazovaly Tripolis, Libanon, Ninive a Samarru v Iráku a Luxor v Egyptě. Několik jeho fotografií komplikovaných mešit bylo inspirováno osmanským architektem Mimarem Sinanem ze 16. století.

## Výstavy
Casebere byl zařazen do Whitney Bienále 1985. V letech 2002-2003 měl samostatnou výstavu v Southeastern Center for Contemporary Art v Winston-Salem v Severní Karolíně, která se následně přesunula do Muzea současného umění v Clevelandu, Muzea moderního umění v Montréalu, Quebec a Muzea umění Indianapolis. V letech 2000–2001 se zúčastnil výstavy The Architectural Unconscious: James Casebere and Glen Seator iniciovaný Addison Gallery of American Art na Phillips Academy v Andover, Massachusetts, která putovala do Institutu současného umění ve Filadelfii PA. V roce 1999 zrealizoval samostatnou výstavu Asylum v Muzeu moderního umění, Oxford, Anglie, ta se pak přesunula do Centro Galego de Arte Contemporanea, Santiago de Compostela, Španělsko, a Sainsbury centrum pro výtvarné umění, Norwich, Anglie. V roce 1996 vystavoval v Campu na benátském bienále v Itálii (kurátor Francesco Bonami), díla pak cestovala do Sandretto Foundation v italském Torinu a do Konstmusea ve švédském Malmö.
Haus der Kunst vystavil Fugitive rozsáhlou průzkumnou ukázku Caseberovy práce, únor – červen 2016.
Centrum pro výtvarné umění, Brusel ("Bozar") v roce 2016 vystavilo After Scale Model: Dwelling in the Work of James Casebere
Nejnovější dílo Jamese Casebera Emotional Architecture debutovalo v Galerii Sean Kelly v roce 2017 a poté bylo vystaveno v Galerii Helga de Alvear v letech 2017–2018 a v Galerii Templon v Bruselu.

## Ocenění
Casebere získal tří stipendia z Národní nadace pro umění, tři od nadace New York pro umění a jedno od John Simon Guggenheim pamětní nadace v roce 1995.

## Sbírky
Caseberova díla jsou ve veřejných sbírkách Hammerova muzea a Guggenheimova muzea v New Yorku.